# Вне закона (фильм, 2010)
«Вне закона» (фр. Hors-la-loi, англ. Outside the Law — в международном прокате) — франко-бельгийский драматический фильм 2010 года. Номинант на Золотую пальмовую ветвь Каннского кинофестиваля 2010 года.

## Сюжет
Фильм охватывает временной промежуток между 1945 и 1962 годами. В центре сюжета — три брата-алжирца, ныне граждане Франции, пережившие Алжирское восстание 8—17 мая 1945 года. Перебравшись в Париж, они становятся членами подпольной структуры алжирских борцов за независимость. Лента отличается драматизмом повествования и жестокостью.

## Создание
Бюджет картины составил 19,5 млн евро. Деньги на съёмки предоставил Национальный центр кино и мультипликации и телеканал Canal+.
Съёмки проводила французская кинокомпания Tessalit Productions в кооперации с телеканалами France 2 и France 3, при содействии кинокомпаний Алжира и Бельгии.
Работа над картиной была начата в конце июля 2009 года и продолжалась пять месяцев.
Фильм снимался в разных местах земного шара: Париж, Алжир, Тунис, Брюссель, Шарлеруа; в Германии и США. Отдельные сцены были сняты в Штаб-квартире ООН.
Картина является логическим продолжением другой ленты Бушареба — «Патриоты» (2006).

## Критика
Ещё до публичной премьеры фильма, он был подвергнут критике со стороны историков. Член Национального собрания Франции и партии «Союз за народное движение» Лионель Лука (англ.) обратился в Службу защиты истории (англ.), чтобы те изучили сценарий картины. После изучения текста Служба защиты истории заявила, что «в сценарии присутствуют многочисленные фактические ошибки и анахронизмы, причём их может обнаружить любой историк. Видно, что создатели картины не очень прилежно учили историю». Лука подверг критике то «огромное финансирование, которое было выделено на этот антифранцузский фильм».
Один из сопродюсеров картины, Мустафа Ориф, заявил, что «Бушареб беседовал со многими очевидцами и историками, поэтому я не думаю, что он исказил историческую реальность».
В день показа фильма на Каннском кинофестивале полиция города приняла особые меры безопасности: был перекрыт центр города, а сам Дворец фестивалей был оцеплен. В городе прошли демонстрации, в которых участвовали ветераны французских вооруженных сил, крайне правые общественные движения и партия «Национальный фронт». На митинг перед мэрией собрались полторы тысячи человек. По мнению демонстрантов, фильм однобоко отображает историю и порочит французскую армию.

## Премьерный показ в разных странах
- Франция — 21 мая 2010 года (Каннский кинофестиваль); 22 сентября 2010 года (широкий экран)
- Швейцария — 22 сентября 2010 года (только во франкоговорящих регионах)
- Бразилия — 24 сентября 2010 года (Международный кинофестиваль в Рио-де-Жанейро (порт.)); 22 октября 2010 года (Международный кинофестиваль в Сан-Паулу (англ.)); 1 января 2011 года (широкий экран)
- Бельгия — 29 сентября 2010 года
- Канада — сентябрь 2010 года (Кинофестиваль в Торонто)
- Катар — 26 октября 2010 года (Кинофестиваль в Дохе)
- США — ноябрь 2010 года
- Португалия — 13 января 2011 года
- Австралия — март-апрель 2011 года (Кинофестиваль в Перте в рамках Международного фестиваля искусств PIAF)[7]